# Paneau
Paneau war ein französisches Volumenmaß in Marseille, besonders für Getreide.
- 1 Paneau = 20 Liter